# Neev
Bernardo Tavares Vassal de Beja Neves (Cascais, Portugal, 1995), conhecido artisticamente como Neev, é um músico, compositor, intérprete e multi-instrumentista português.

## Carreira
Aos 18 anos foi viver para Londres para estudar e aos 21 estreou-se na música com o duo norueguês SEEB (duo composto por Simen Eriksrud e Espen Berg) com o tema Breathe, que conta com mais de 115 milhões de reproduções no Spotify. Posteriormente, prosseguiu com a sua carreia a solo com o tema «Calling out» lançado em maio de 2019. 
Simultaneamente, no final do ano de 2020, lançou «Lie You Love It», uma canção produzida por Larry Klein (músico, compositor, produtor musical e diretor da Strange Cargo, uma marca do Universal Music Group), que tinha sido já produtor de Joni Mitchell, Herbie Hancock, Melody Gardot e Tracy Chapman. Ainda no ano de 2020, editou «This Dream» e «It Is What It Is», para além de outros álbuns em nome próprio como «Philosotry», «Those Things We Tomorrowed», «No One Wants to Sing» e «Forgiving Light». 
Em 2021, Neev participou no Festival RTP da Canção, organizado pela televisão pública de Portugal para selecionar a canção representante do país no Festival Eurovisão da Canção 2021. Concorreu com a canção «Dancing In The Stars» com a qual alcançou o terceiro lugar, sendo o sexto mais votado pelo júri regional e o vencedor do televoto. 
Ao longo da sua carreira, Neev tem gravado para diversas editoras como Astrology Is Real, Universal Music Division MCA, Neev Music y Little League, e tem também atuado em diversos festivais como o Festival MEO Sudoeste, o Festival Vilar de Mouros, o MIL - Lisbon International Music Network e o Westway Lab. 

## Influências
Neev compõe habitualmente em inglês e as suas principais referências musicais são anglo-saxónias. Entre elas, destacam-se Nick Drake (intérprete e compositor britânico), Sufjan Stevens (intérprete e compositor norte-americano) e Bon Iver (banda de folk indie norte-americana, liderada e fundada por Justin Vernon). 

## Ligações Externas
- RTP | Festival RTP da Canção 2021 | Lyric Video